# Caritas Luxembourg
Caritas Luxembourg (en luxembourgeois : Caritas Lëtzebuerg) ,, est le nom donné à un groupe d’associations operant au Grand-Duché de Luxembourg. Elles sont regroupées au sein de la Confédération Caritas Luxembourg. Ces organisations travaillent dans différents secteurs au Luxembourg et se concentrent sur les populations vulnérables, notamment les migrants, les réfugiés, les sans-abri et d'autres personnes vivant dans la pauvreté. D'autres programmes se concentrent sur les enfants et les jeunes. Un département est dédié à la mise en œuvre de la coopération internationale et des projets humanitaires à l'étranger.
En juillet 2024, une enquête est ouverte à la suite d'un détournement de fonds de plus de 60 millions d’euros. A partir de septembre 2024, les activités sont soit arrêtées, soit transférées à d'autres associations.

## Structure
Caritas Luxembourg n'est pas une entité juridique unique mais se compose de quatre entités juridiques distinctes, portant toutes le nom de Caritas. Ces entités partagent les mêmes valeurs et travaillent de manière complémentaire. Chaque organisation a sa propre structure de gestion et de gouvernance. Les représentants de ces quatre organisations se réunissent au sein du Conseil de Gouvernance de Caritas Luxembourg, présidé par Marie-Josée Jacobs, ancienne ministre du gouvernement.
Les quatre entités juridiques sont les suivantes :
- Fondation Caritas Luxembourg (FCL) : une fondation qui travaille avec les migrants et les réfugiés au Luxembourg et qui met en œuvre des projets humanitaires et de coopération internationale à l'étranger.
- Caritas Accueil et Solidarité (CAS) : une association travaillant avec les personnes sans-abri et les personnes en situation de pauvreté
- Caritas Jeunes et Familles : une association et un prestataire de services sociaux pour le ministère de l'éducation, qui gère des centres de jour pour enfants, des activités de jeunesse et le groupe de jeunes YoungCaritas.
- Caritas Enfants et Familles : association gérant une crèche.

En 2022, les quatre organisations employaient plus de 1 000 salariés et travaillaient avec plus de 360 bénévoles et 200 stagiaires.

## Détournements de fonds (2024)
Le texte peut changer fréquemment, n’est peut-être pas à jour et peut manquer de recul. 
Le titre et la description de l'acte concerné reposent sur la qualification juridique retenue lors de la rédaction de l'article et peuvent évoluer en même temps que celle-ci.
En juillet 2024, il est révélé un détournement de fonds impliquant la directrice financière de Caritas Luxembourg, inculpée, puis remise en liberté sous contrôle judiciaire. À la suite de ce détournement de plus de 60 millions d’euros, le Premier ministre, Luc Frieden, décide de supprimer les subventions à la fondation,.
En septembre 2024, Caritas Luxembourg met fin à ses activités internationales et décide la suppression d'une centaine d’emplois : 30 au Luxembourg et 70 à l’étranger. En octobre 2025, une nouvelle association reprend la plupart des activités nationales qui employaient la majorité des collaborateurs et bénéficiaient du soutien financier de l'Etat luxembourgeois. Hëllef um Terrain (HUT) reprend la plupart des collaborateurs au Luxembourg mais cette nouvelle association n'a plus aucun lien avec Caritas, ni avec l'Église catholique. 
En décembre 2024, Caritas Luxembourg emploie encore une dizaine de personnes, principalement issues des activités internationales.

## Travail
En 2022, Caritas Luxembourg a aidé plus de 31 000 personnes au Luxembourg. Les initiatives principales sont ses quatre épiceries sociales et ses Kleederstuffen (« halles aux vêtements »), qui apportent un soutien essentiel aux personnes pour des besoins de base tels que la nourriture, les vêtements et le chauffage. L'organisation aide des milliers de personnes à s'intégrer par le biais d'un travail ou d'une occupation, favorisant l'autosuffisance et la stabilité, et fournit un soutien socio-éducatif dans plus de 20 centres d'hébergement pour demandeurs d'asile et réfugiés,.
Caritas Luxembourg aide également les personnes à trouver un hébergement d'urgence et un logement. Elle gère notamment l'abri de nuit Wanteraktioun (« action hivernale »), en collaboration avec la Croix-Rouge luxembourgeoise et Inter-Actions, le Centre Ulysse et deux haltes de nuit dédiées aux sans-abri. En outre, Caritas Luxembourg gère deux refuges spécifiquement destinés aux victimes de la traite des êtres humains et supervise 242 logements sociaux, offrant un abri à environ 820 personnes,,.
Un autre groupe cible important est celui des enfants et des jeunes, pour lesquels Caritas offre une gamme de services tels que 23 crèches et garderies, ainsi que trois centres de jeunesse. Des services de soutien spécialisés tels que le service de conseil Kanner-JugendTelefon sont complétés par des activités récréatives telles que des camps d'été et d'autres activités pour les jeunes,.
Sur le plan international, Caritas Luxembourg s'engage dans l'aide au développement et les projets humanitaires dans plusieurs pays, s'attaquant aux défis humanitaires dans des endroits comme le Soudan du Sud, la Syrie et l'Ukraine. L'organisation est l'une des ONG partenaires de la DG ECHO. Cette action est complétée par le travail de son programme de plaidoyer Plaidons responsable qui travaille sur des campagnes telles que Rethink Your Clothes (« Repensez vos vêtements »).